# La luciérnaga
Pour les articles homonymes, voir The Firefly.
Pour plus de détails, voir Fiche technique et Distribution.
La luciérnaga (littéralement La Luciole) est un film américano-colombien écrit et réalisé par Ana Maria Hermida, sorti en 2015.

## Synopsis
Après la mort soudaine de son frère, Lucia (Carolina Guerra) rencontre par hasard sa fiancée (Olga Segura) et ... en tombe amoureuse.

## Fiche technique
- Titre original : La luciérnaga
- Titre international : The Firefly
- Réalisation : Ana Maria Hermida
- Scénario : Ana Maria Hermida
- Musique : Bartlomiej Gliniak
- Producteur : Luisa Casas
- Producteur exécutif : Luisa Casas, Ana Maria Hermida, Dimitry Elyashkevich
- Production : Producciones iAMredHam
- Distribution :
- Pays d'origine :
- Langue d'origine : espagnol
- Genre : Drame, romance saphique
- Durée : 88 minutes (1 h 28)
- Sortie :
  -  États-Unis : 2015 au Festival du film d'Atlanta (en)
  -  Colombie : 2016

## Distribution
- Carolina Guerra : Lucia
- Olga Segura : Mariana
- Maria Helena Doering : Mercedes
- Manuel José Chávez : Andres
- Álvaro Rodríguez
- Luis Fernando Orozco : Padre Abelardo
- Andrés Aranburo : Adrian
- Pedro Luis Falla : El Pastuso